# Arthur Chung
Arthur Chung (ur. 10 stycznia 1918, zm. 23 czerwca 2008) – gujański polityk, od 17 marca 1970 do 6 października 1980 prezydent.